# Ilsur Raisowitsch Metschin

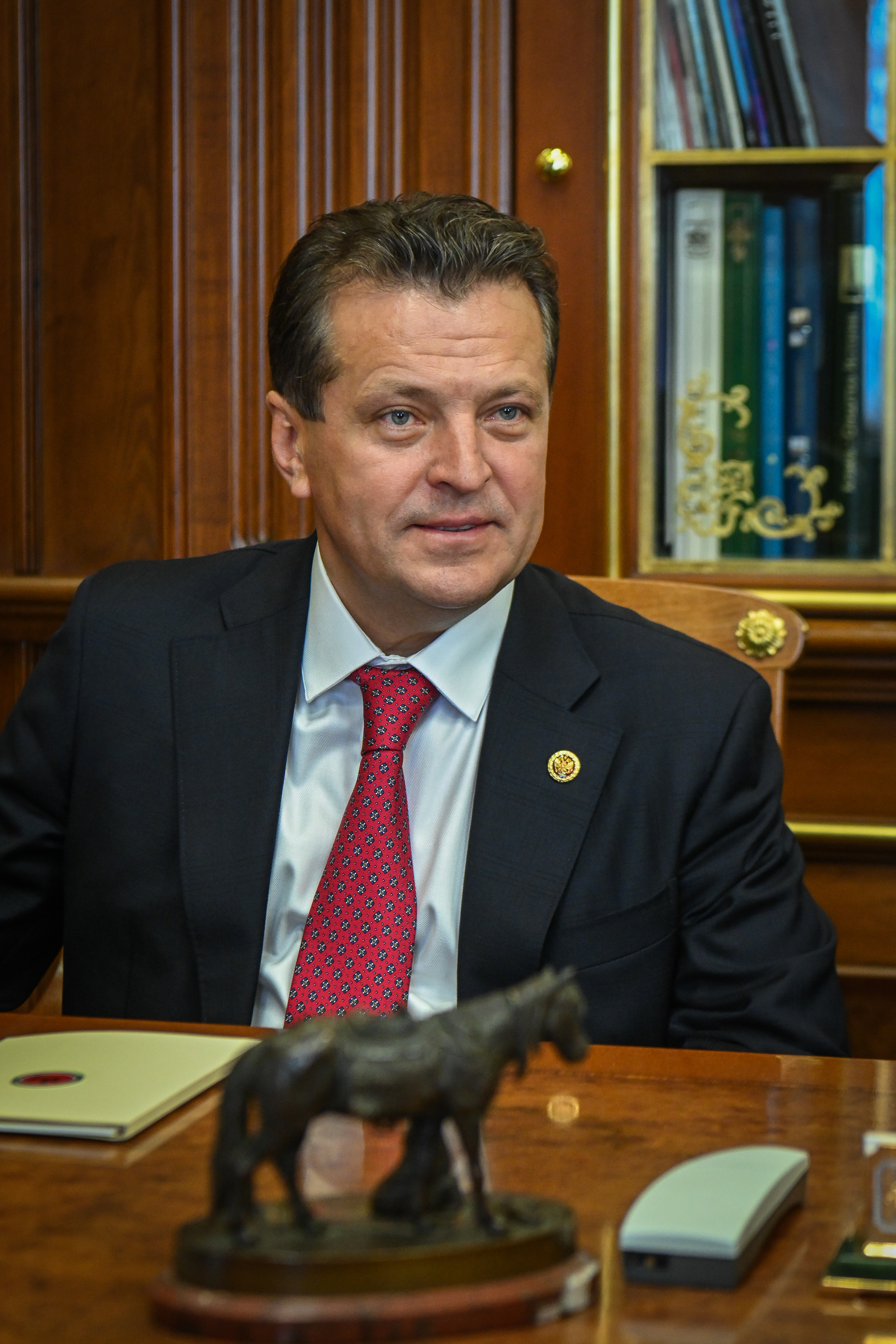
Ilsur Raisowitsch Metschin (2022)

Ilsur Raisowitsch Metschin (russisch Ильсур Раисович Метшин; * 24. April 1969 in Nischnekamsk, Russische Sozialistische Föderative Sowjetrepublik, UdSSR) ist ein russisch-tatarischer Politiker und seit November 2005 Bürgermeister von Kasan, der Hauptstadt der russischen Teilrepublik Tatarstan.

## Werdegang
Metschin absolvierte 1991 die juristische Fakultät der Staatlichen Universität Kasan. 1999 erlangte er an derselben Hochschule einen weiteren wissenschaftlichen Grad als Aspirant am Lehrstuhl für Geschichts- und Rechtswissenschaften.
Seine berufliche Karriere begann Metschin 1993 in der Verwaltung des Bezirkssowjet von Kasan, wo er bis 1995 die Agentur für Wohnungsprivatisierung leitete. Zwischen 1995 und 1997 war er bereits als Chef des Verwaltungsbüros des Bezirks Sowjet tätig. Nach einer kurzzeitigen Tätigkeit im Rajon Wachitowsk (einer von 7 Stadtteilen von Kasan) wechselte Metschin 1998 in den Verwaltungsapparat der Provinz Nischnekamsk und wurde zum Bürgermeister der gleichnamigen Stadt ernannt.
Von 2000 bis 2004 war Metschin Abgeordneter des Staatsrates der 2. Einberufung der Republik Tatarstan.
Am 17. November 2005 wurde Metschin offiziell zum Bürgermeister und drei Monate später zum Vorsitzenden des Exekutivkomitees der Stadt Kasan berufen. 2010 und 2015 wurde er als Bürgermeister wiedergewählt.
Im März 2006 wurde Metschin in die städtische Duma von Kasan gewählt und wurde gleichzeitig Leiter des munizipalen Gebildes der Stadt. Im September desselben Jahres trat Metschin dem politischen Rat der lokalen Vertretung der Partei „Einiges Russland“ bei. Ein halbes Jahr später bekam er eine neue Position als Präsident der eurasischen Regionalabteilung der Organisation „Vereinte Städte und Gemeinden“.
Vom September 2015 bis Mai 2017 war Metschin Präsident des russischen Fußballvereins Rubin Kasan.

## Privates
Metschin ist verheiratet und hat vier Kinder (drei Söhne und eine Tochter). Sein älterer Bruder Ajdar ist Bürgermeister der Stadt Nischnekamsk.